# 下総橘駅
下総橘駅（しもうさたちばなえき）は、千葉県香取郡東庄町石出にある、東日本旅客鉄道（JR東日本）成田線の駅である。

## 歴史
- 1933年（昭和8年）3月11日：鉄道省成田線笹川駅 - 松岸駅間延伸時に開設[1]。旅客・貨物取扱[2]。
- 1962年（昭和37年）10月1日：貨物取扱廃止[2]。
- 1970年（昭和45年）9月26日：荷物扱い廃止[2]。
- 1972年（昭和47年）3月15日：無人駅化[3]。
- 1987年（昭和62年）4月1日：国鉄分割民営化に伴い、東日本旅客鉄道（JR東日本）の駅となる[1]。
- 2009年（平成21年）3月14日：ICカード「Suica」の利用が可能となる[4]。東京近郊区間に組み込まれる[4]。
- 2017年（平成29年）4月1日：この日より終日無人駅化（その前は簡易委託駅であった）。

## 駅構造
成田統括センター（佐原駅）管理の無人駅。
単式ホーム1面1線を有する地上駅。成田線内で棒線駅で列車交換ができない駅は、当駅と空港第2ビル駅のみである。ホームは嵩上げされていない。ホームの西側、階段を下りたところに開業以来の木造駅舎がある。ホームは8両編成まで対応する。
簡易Suica改札機・乗車駅証明書発行機が設置されている。トイレは笹川駅と同じタイプで多機能トイレを併設した浄化槽による男女別の水洗式で、改札外に設置されている。

### のりば

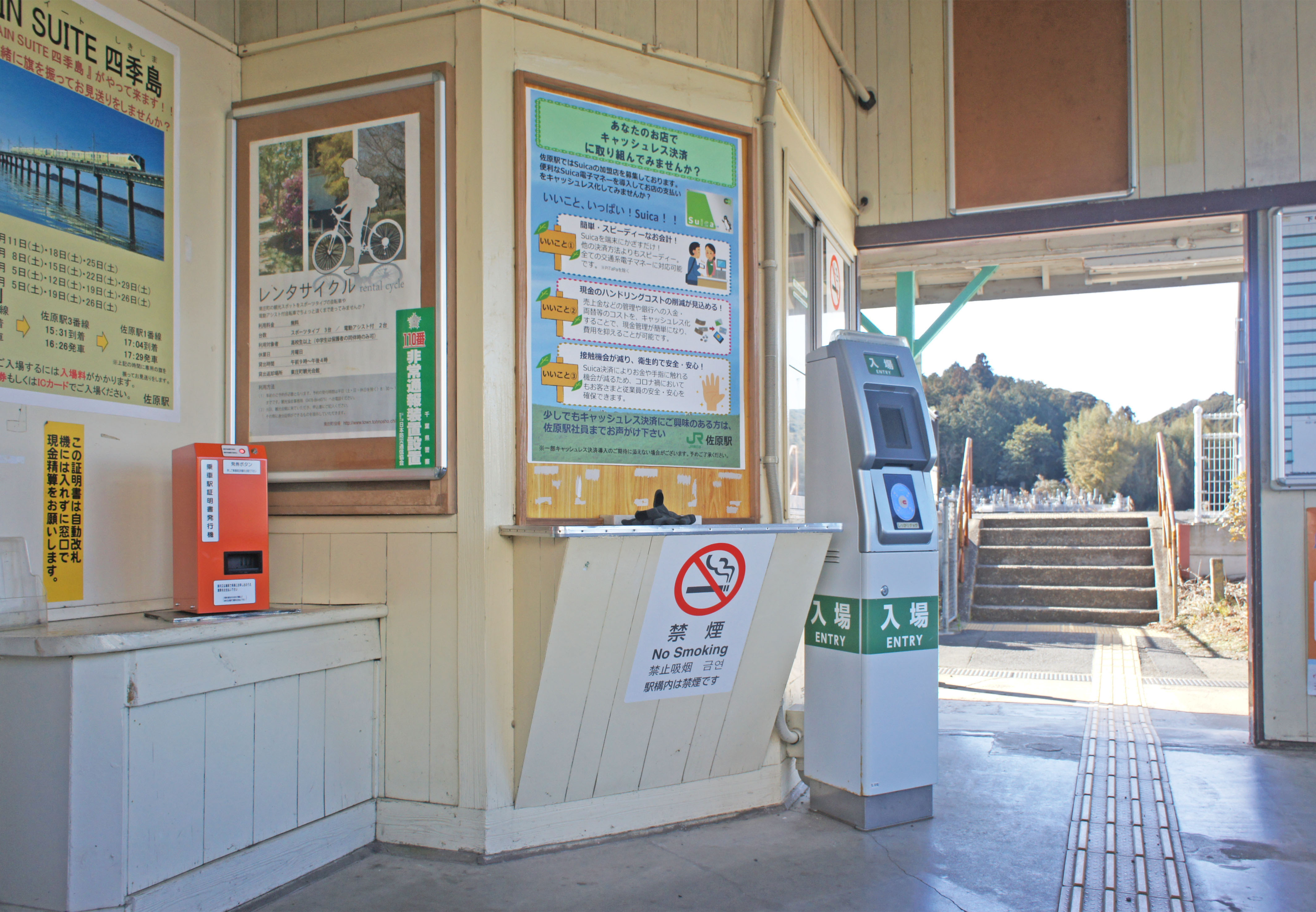
改札口（2022年2月）
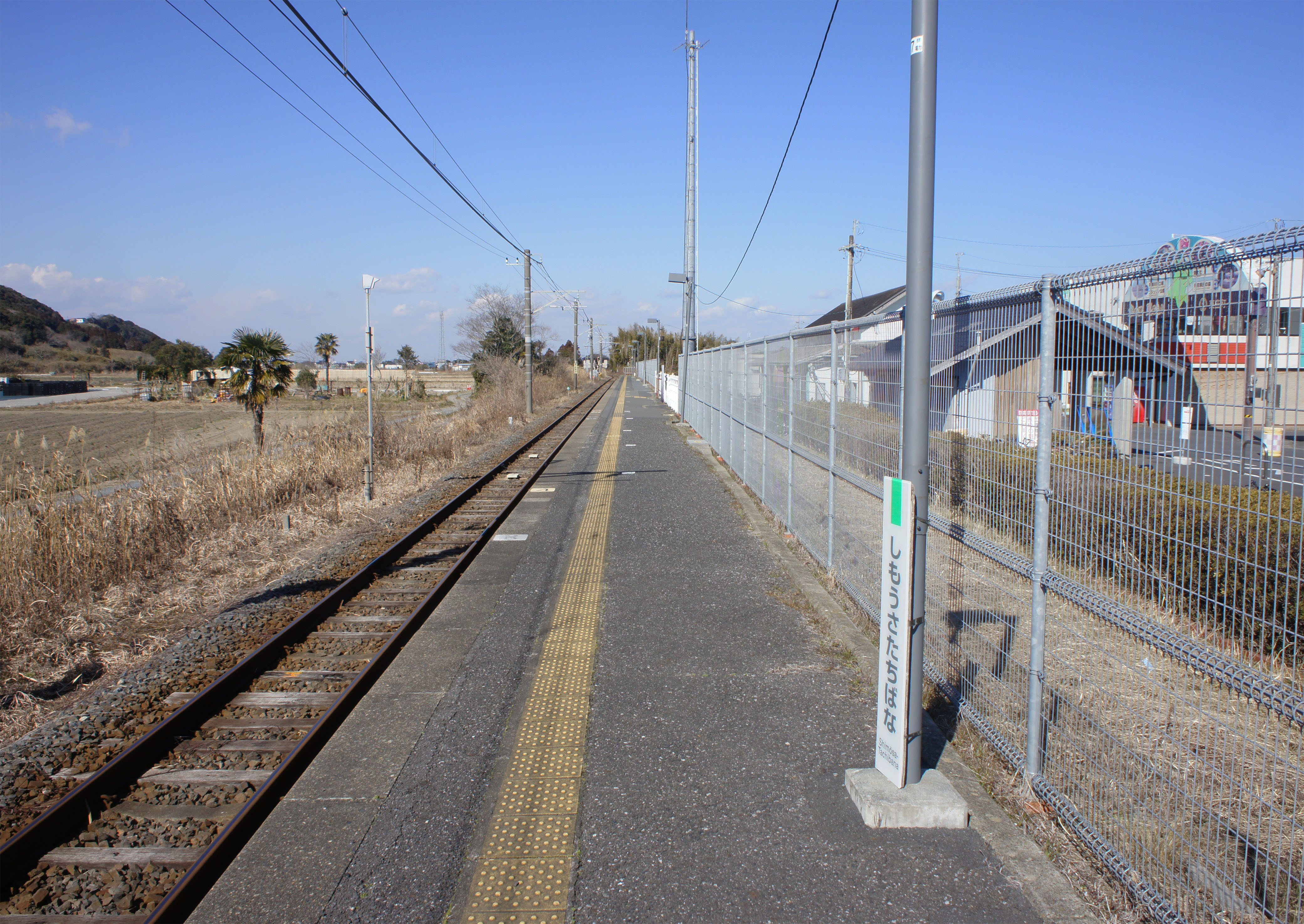
駅ホーム（2022年2月）

| 路線    | 方向 | 行先           |
| ------- | ---- | -------------- |
| ■成田線 | 下り | 銚子方面       |
| ■成田線 | 上り | 佐原・成田方面 |

（出典：JR東日本:駅構内図）
- ホームは8両編成までに対応する。

- 改札口（2022年2月）
- 駅ホーム（2022年2月）

## 利用状況
2015年（平成27年）度の1日平均乗車人員は408人である。
JR東日本及び千葉県統計年鑑によると、近年の1日平均乗車人員の推移は以下の通り。
| 年度               | 1日平均 乗車人員 | 出典     |
| ------------------ | ---------------- | -------- |
| 1990年（平成02年） | 588              | [ * 1 ]  |
| 1991年（平成03年） | 619              | [ * 2 ]  |
| 1992年（平成04年） | 644              | [ * 3 ]  |
| 1993年（平成05年） | 653              | [ * 4 ]  |
| 1994年（平成06年） | 656              | [ * 5 ]  |
| 1995年（平成07年） | 608              | [ * 6 ]  |
| 1996年（平成08年） | 579              | [ * 7 ]  |
| 1997年（平成09年） | 561              | [ * 8 ]  |
| 1998年（平成10年） | 565              | [ * 9 ]  |
| 1999年（平成11年） | 561              | [ * 10 ] |
| 2000年（平成12年） | 523              | [ * 11 ] |
| 2001年（平成13年） | 496              | [ * 12 ] |
| 2002年（平成14年） | 479              | [ * 13 ] |
| 2003年（平成15年） | 463              | [ * 14 ] |
| 2004年（平成16年） | 435              | [ * 15 ] |
| 2005年（平成17年） | 406              | [ * 16 ] |
| 2006年（平成18年） | 388              | [ * 17 ] |
| 2007年（平成19年） | 390              | [ * 18 ] |
| 2008年（平成20年） | 339              | [ * 19 ] |
| 2009年（平成21年） | 336              | [ * 20 ] |
| 2010年（平成22年） | 379              | [ * 21 ] |
| 2011年（平成23年） | 391              | [ * 22 ] |
| 2012年（平成24年） | 396              | [ * 23 ] |
| 2013年（平成25年） | 406              | [ * 24 ] |
| 2014年（平成26年） | 402              | [ * 25 ] |
| 2015年（平成27年） | 408              | [ * 26 ] |

## 駅周辺

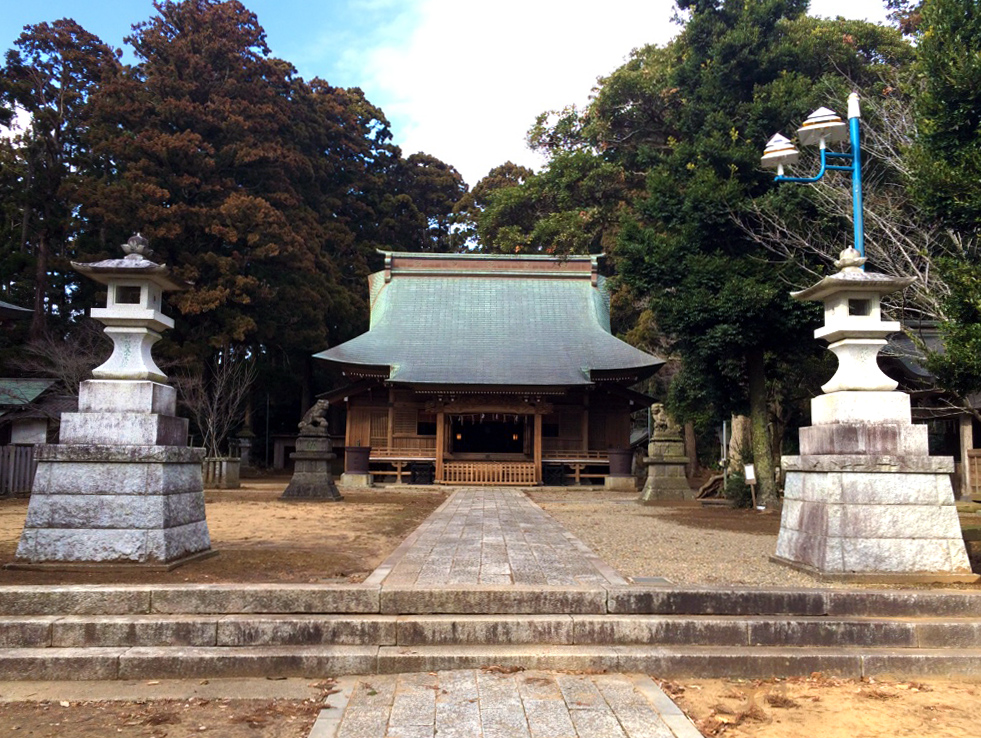
東大社

駅舎（駅出入口）は東側に位置し、利根川（右岸）とは約1キロメートルほど離れている。
- 国道356号（利根水郷ライン）
- 千葉県道267号下総橘停車場東城線
- 利根川河口堰
- 利根川大橋
- 東庄町保健福祉総合センター
- 橘郵便局
- トゥーノーイシデショウ（旧東庄町立石出小学校）
- 憩いの里（旧東庄町立橘小学校）
- 東庄病院
- 高橋農園直売所
- 石出堰親水公園
- 雲井岬つつじ公園（徒歩約27分）
- 東大社（徒歩約30分）

## バス路線
茨城県神栖市から神栖市コミュニティバス（関東鉄道運行）が2020年10月1日から朝夕のみ乗入を行っている。（当初半年間は社会実験だった）
- 神栖市コミュニティバス 神栖済生会病院行き（夕方のみ）

## 隣の駅
東日本旅客鉄道（JR東日本）
■成田線
笹川駅 - 下総橘駅 - 下総豊里駅

### 記事本文
1. 1 2 3 4  曽根悟（監修） 著、朝日新聞出版分冊百科編集部 編『週刊 歴史でめぐる鉄道全路線 国鉄・JR』 26号 総武本線・成田線・鹿島線・東金線、朝日新聞出版〈週刊朝日百科〉、2010年1月17日、22-23頁。
2. 1 2 3  石野哲（編）『停車場変遷大事典 国鉄・JR編 Ⅱ』JTB、1998年、625頁。ISBN 978-4-533-02980-6。
3. ↑  「通報 ●成田線下総橘駅の駅員無配置について（旅客局）」『鉄道公報』日本国有鉄道総裁室文書課、1972年3月15日、8面。
4. 1 2  『Suicaをご利用いただけるエリアが広がります。』（PDF）（プレスリリース）東日本旅客鉄道、2008年12月22日。オリジナルの2019年5月3日時点におけるアーカイブ。2019年7月30日閲覧。
5. 1 2  “時刻表 下総橘駅”.   東日本旅客鉄道. 2019年8月11日閲覧。

### 利用状況
1. ↑  千葉県統計年鑑 - 千葉県

JR東日本の2000年度以降の乗車人員
1. ↑  各駅の乗車人員（2000年度） - JR東日本
2. ↑  各駅の乗車人員（2001年度） - JR東日本
3. ↑  各駅の乗車人員（2002年度） - JR東日本
4. ↑  各駅の乗車人員（2003年度） - JR東日本
5. ↑  各駅の乗車人員（2004年度） - JR東日本
6. ↑  各駅の乗車人員（2005年度） - JR東日本
7. ↑  各駅の乗車人員（2006年度） - JR東日本
8. ↑  各駅の乗車人員（2007年度） - JR東日本
9. ↑  各駅の乗車人員（2008年度） - JR東日本
10. ↑  各駅の乗車人員（2009年度） - JR東日本
11. ↑  各駅の乗車人員（2010年度） - JR東日本
12. ↑  各駅の乗車人員（2011年度） - JR東日本
13. ↑  各駅の乗車人員（2012年度） - JR東日本
14. ↑  各駅の乗車人員（2013年度） - JR東日本
15. ↑  各駅の乗車人員（2014年度） - JR東日本
16. ↑  各駅の乗車人員（2015年度） - JR東日本

千葉県統計年鑑
1. ↑  千葉県統計年鑑（平成3年）
2. ↑  千葉県統計年鑑（平成4年）
3. ↑  千葉県統計年鑑（平成5年）
4. ↑  千葉県統計年鑑（平成6年）
5. ↑  千葉県統計年鑑（平成7年）
6. ↑  千葉県統計年鑑（平成8年）
7. ↑  千葉県統計年鑑（平成9年）
8. ↑  千葉県統計年鑑（平成10年）
9. ↑  千葉県統計年鑑（平成11年）
10. ↑  千葉県統計年鑑（平成12年）
11. ↑  千葉県統計年鑑（平成13年）
12. ↑  千葉県統計年鑑（平成14年）
13. ↑  千葉県統計年鑑（平成15年）
14. ↑  千葉県統計年鑑（平成16年）
15. ↑  千葉県統計年鑑（平成17年）
16. ↑  千葉県統計年鑑（平成18年）
17. ↑  千葉県統計年鑑（平成19年）
18. ↑  千葉県統計年鑑（平成20年）
19. ↑  千葉県統計年鑑（平成21年）
20. ↑  千葉県統計年鑑（平成22年）
21. ↑  千葉県統計年鑑（平成23年）
22. ↑  千葉県統計年鑑（平成24年）
23. ↑  千葉県統計年鑑（平成25年）
24. ↑  千葉県統計年鑑（平成26年）
25. ↑  千葉県統計年鑑（平成27年）
26. ↑  千葉県統計年鑑（平成28年）